# Gnojnik (Czechy)
Gnojnik (cz. Hnojníkⓘ, niem. Hnoynik, Gnoynik) – wieś w Czechach na Śląsku Cieszyńskim, na Zaolziu.
Według spisu powszechnego z 2001 roku, Polacy stanowili ok. 11,5% mniejszość.
Słownik geograficzny Królestwa Polskiego wydany w latach 1880–1902 notuje nazwę miejscowości pod polską nazwą Gnojnik oraz czeską Hnojník.

## Historia
Miejscowość po raz pierwszy wzmiankowana została w łacińskim dokumencie Liber fundationis episcopatus Vratislaviensis (pol. Księga uposażeń biskupstwa wrocławskiego), spisanej za czasów biskupa Henryka z Wierzbna ok. 1305 w szeregu wsi zobowiązanych do płacenia dziesięciny biskupstwu we Wrocławiu, w postaci item in Gnoynik. Zapis ten (brak określenia liczby łanów, z których będzie płacony podatek) wskazuje, że wieś była w początkowej fazie powstawania (na tzw. surowym korzeniu), co wiąże się z przeprowadzaną pod koniec XIII wieku na terytorium późniejszego Górnego Śląska wielką akcją osadniczą (tzw. łanowo-czynszową). Wieś politycznie znajdowała się wówczas w granicach utworzonego w 1290 piastowskiego (polskiego) księstwa cieszyńskiego, będącego od 1327 lennem Królestwa Czech, a od 1526 roku w wyniku objęcia tronu czeskiego przez Habsburgów wraz z regionem aż do 1918 roku w monarchii Habsburgów (potocznie Austrii).
Znajduje się tu barokowy pałac rodziny von Beess Kronsztein z XVIII wieku, przebudowany w XIX wieku, projektu Józefa Kornhäusela oraz empirowy kościół Wniebowzięcia Marii Panny wybudowany w latach 1808–1812. W miejscowej szkole podstawowej od 4 stycznia 1869 do przejścia na emeryturę w 1910 uczył poeta i pedagog Jan Kubisz, autor pieśni „Płyniesz Olzo po dolinie”. Grób Jana Kubisza znajduje się na miejscowym ewangelickim cmentarzu.

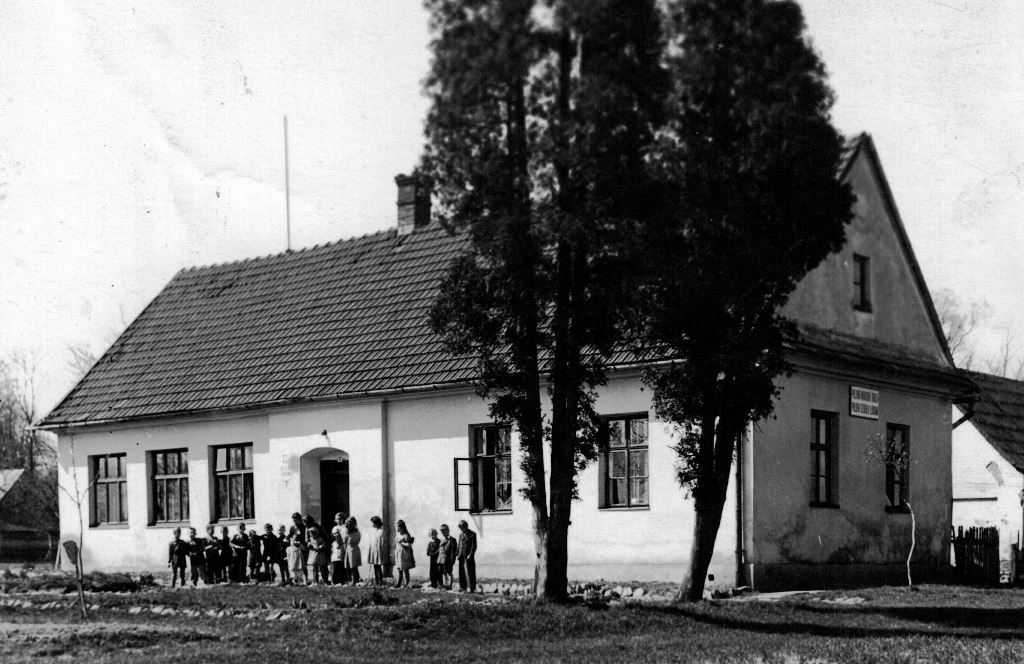
Szkoła Ludowa nr II w Gnojniku na Kolonii

Szkoła, w której uczył J. Kubisz (Szkoła Ludowa nr II w Gnojniku), powstała 21 października 1853 jako prywatna ewangelicka szkoła wyznaniowa, do której uczęszczały dzieci z Gnojnika, Trzanowic, Toszonowic i Zawady (w 1870 86 dzieci). Zlokalizowano ją w murowanym parterowym budynku na Poleninach - Kolonii, gdzie funkcjonowała do 1953, czyli przekształcenia w przedszkole. W latach 20., po zlikwidowaniu w Gnojniku Szkoły nr I dla dzieci wyznania katolickiego, w szkole rozpoczęto prowadzić naukę w systemie zmianowym (rano i po południu). Od 1967 w budynku mieszczą się mieszkania prywatne. W szkole uczyli Jan Ostruszka (1853-1868), Jan Kubisz (1869-1910), Paweł Adamus (1910-1921), Paweł Cienciała (1921-1926), Wilhelm Mandrysz (1925/1926), Helena Matey (1926-1930), Paweł Zabystrzan (1926-1933), Jan Kotas (1933-1936), Jan Kołder (1936-1938). Obecnie w miejscowości funkcjonuje Szkoła Podstawowa i Przedszkole im. Jana Kubisza.

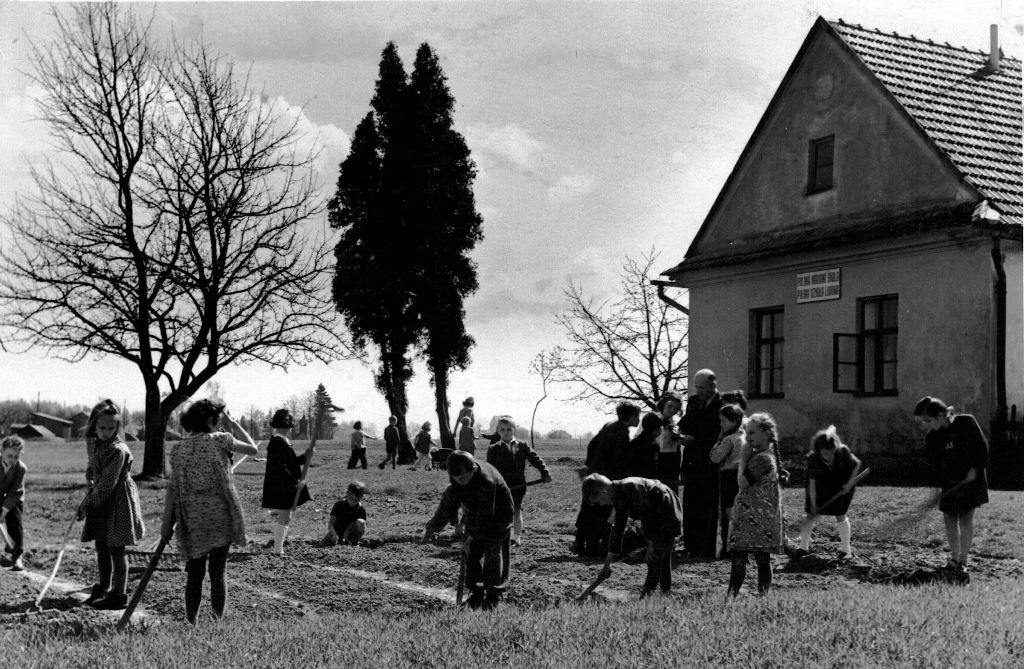
Prace przed Szkołą Ludową nr II w Gnojniku na Kolonii